# Schwarzes Kreuz (Frauwüllesheim)

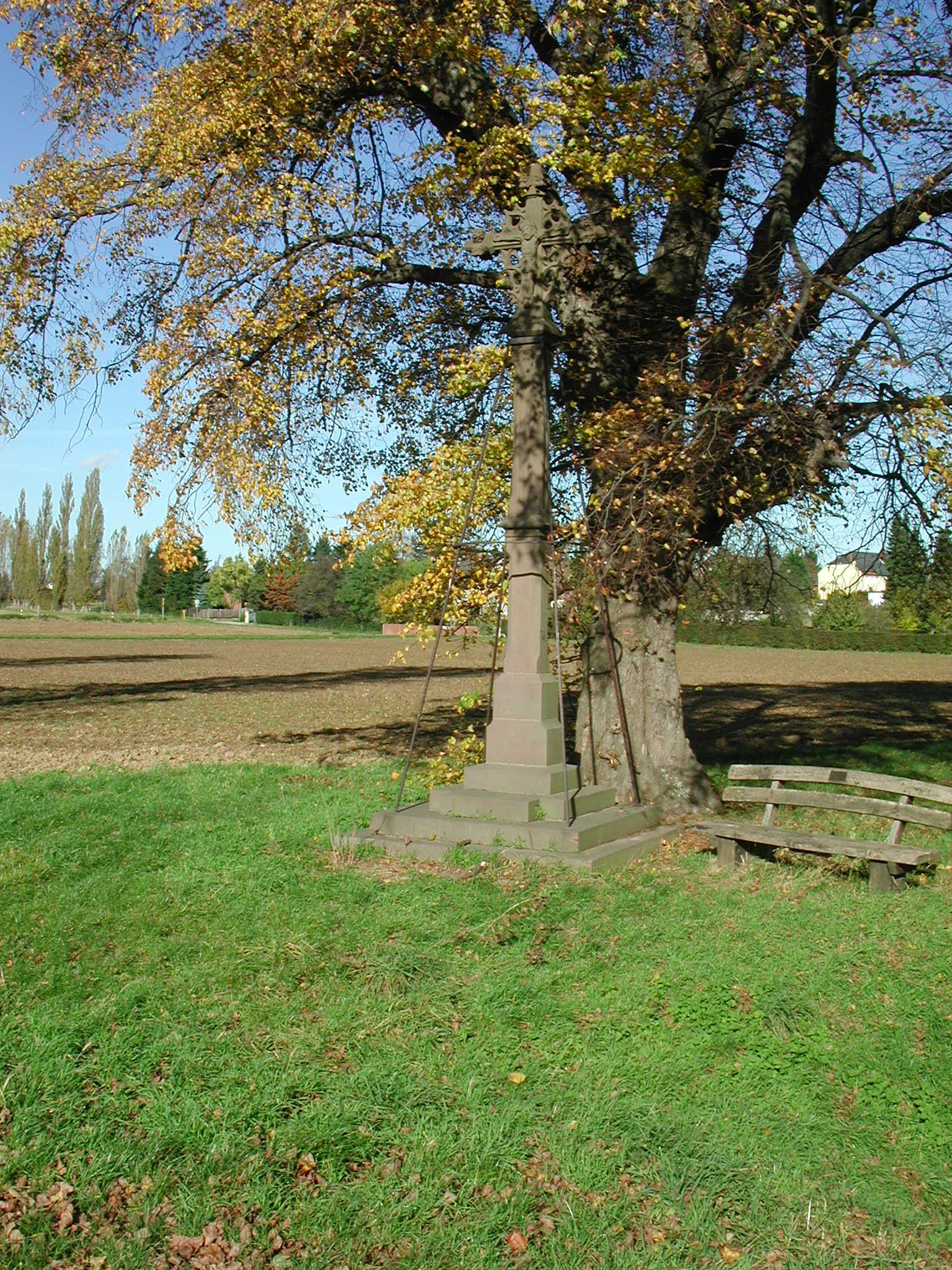
Gesamtansicht

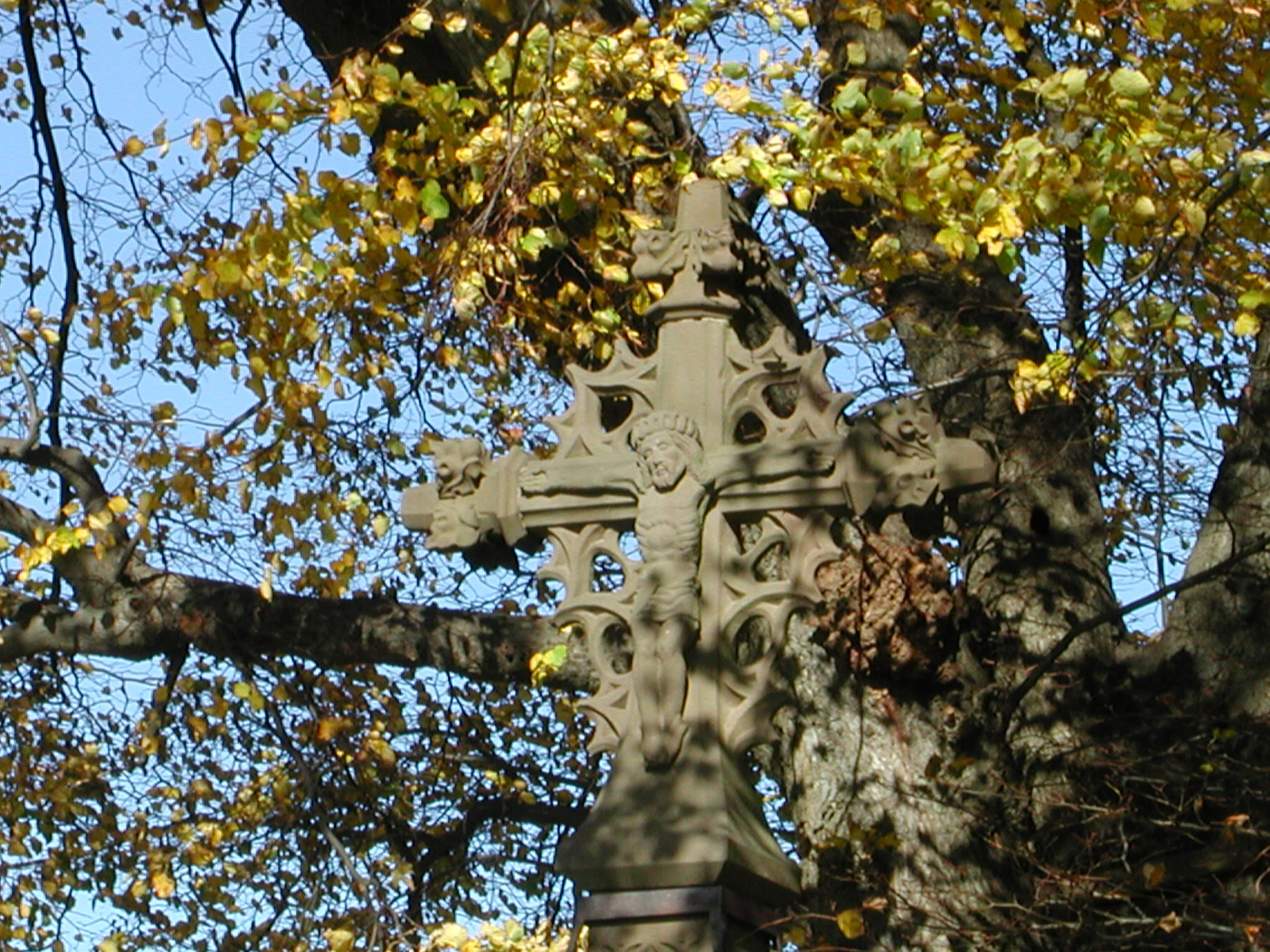
Detailansicht

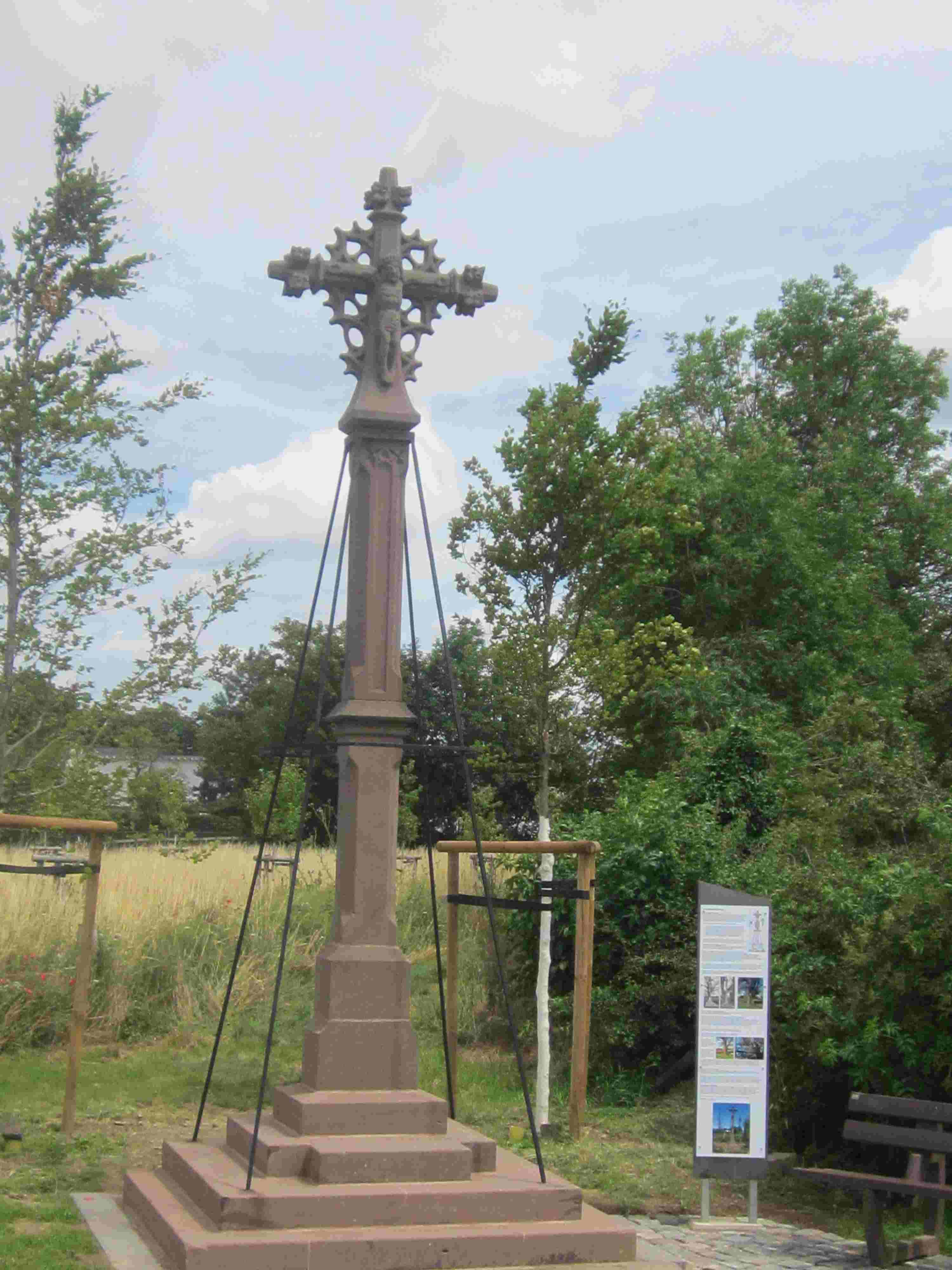
Das Kreuz im Juni 2020

Das Schwarze Kreuz ist ein denkmalgeschütztes Flurkreuz am Westrand von Frauwüllesheim in der Gemeinde Nörvenich, Kreis Düren, Nordrhein-Westfalen.

## Geschichte
Die Entstehung des hochgotischen Kunstwerkes wird auf die Wende vom 15. zum 16. Jahrhundert datiert.
Das ursprünglich mit den Assistenzfiguren Maria und Johannes, einem schmiedeeisernen, mit gotischem Maßwerk besetzten Kranz und drei Wappen ausgestattete denkmalgeschützte Kreuz, hat den langen Zeitraum von fast 500 Jahren nicht schadlos überstanden.
Das Kreuz wurde am 12. März 1985 in die Denkmalliste der Gemeinde Nörvenich unter Nr. 32 eingetragen.

## Ein erster fachlicher Zustandsbericht aus dem Jahre 1869
"Die vier, zwischen den Hauptstamm und dem Querbalken entstehenden Dreiecke sind durch zierliches Maßwerk ausgefüllt.... Der Hauptstamm und der Querbalken sind an ihren Enden mit Kreuzblumen gekrönt, deren Blattwerk schräg auf dem vertikalen Achsenschnitt des Kreuzes stehen,.. Zu beiden Seiten links und rechts stehen Figuren der hl. Jungfrau und des hl. Johannes auf kleinen, mit Laub-Ornamenten verzierten Consölchen, die an dem oberen Stück des Schaftes mittels metallener Dollen befestigt sind… ein kreisrunder Lilienkranz von Schmiedeeisen läuft und das Stützwerk herum (vorher sind vier Eisenstützstangen beschrieben) und eignet sich bei besonderen Gelegenheiten zur Aufnahme von brennenden Lichtern. Vor den Fuß des oberen Schaftstückes und zu beiden Seiten legen sich drei steinerne Wappenschilde, deren Eines noch die heraldischen Zeichen der Grafen von Binsfeld erkennen läßt".
Weiter heißt es im Bericht:
"Augenblicklich befindet sich das Monument in einem gar traurigen Zustande; an der nach Norden gekehrten Seite ist das Maßwerk am Kreuze fast ganz verwittert und abgefallen; die oberste Kreuzblume wie die am nördlichen Ende des Querbalkens sind spurlos verschwunden, auch fehlt die Figur des hl. Johannes, deren Console ehestens auch zu fallen droht. Da indes kein Theil fehlt, dessen Seitenstück nicht noch vorhanden wäre, so haben wir es uns nicht versagen können, das Fehlen in der Zeichnung zu ergänzen".

## Renovierung
Die Renovierung erfolgte in den Jahren 1907/08 durch den Aachener Bildhauer L. Schoepens auf Veranlassung des Pfarrers Colin und mittels Spenden aus der Pfarre – "mehr als 1200 Mark", wie der aus Frauwüllesheim stammende Professor Dr. Gehlen 1926 feststellte. Die beiden Figuren wurden völlig erneuert; die Johannesstatue war ja schon 1869 abgängig, die Mariendarstellung dürfte dann in den folgenden vierzig Jahren an diesem besonderes witterungsgefährdeten Standort ebenfalls vergangen sein.

## Renovierungsstau
Es müssen noch die drei Wappen erneuert worden sein. Paul Clemen schreibt 1910: "…Wappen des Herzogs Wilhelm von Jülich und seiner Gemahlin Sibylla von Brandenburg und der Stadt Düren …". Das Dürener Wappen wird schon in einem Brief von 1635 erwähnt. Da die Namensträger der beiden anderen Wappen 1869 nicht erwähnt werden, scheinen diese Steine damals auch unkenntlich verwittert gewesen zu sein.
Bei der Renovierung 1907/08 wurde auch ein l 1/4 m hohes Eisengitter und davor eine Kniebank angebracht.

## Renovierung nach dem Zweiten Weltkrieg
In den 1950er Jahren wurde das im Zweiten Weltkrieg fast völlig zerstörte Kreuz wieder aufgestellt. Die beiden Statuen, die Wappen und der schmiedeeiserne Ring wurden nicht erneuert. Die Marienfigur und das Wappen, das der Stadt Düren wurden sichergestellt.
1986 ließ die Gemeinde das durch Umwelteinflüsse gefährdete Kreuz durch die Kölner Firma Ebert härten. 
Im Mai/Juni 2020 wurde das Umfeld rund um das Kreuz neu gestaltet.

## Prozessionen
Das Schwarze Kreuz war Ziel von Prozessionen. Das Kreuz wurde zu Fronleichnam "in früheren Jahren vom Gutshof Kratz" geschmückt und dann der Segen des Himmels "auf die Feldflur, auf die Bewohner des Dorfes, insbesondere auf den consul huius loci, das ist der Ortsvorsteher bzw. Bürgermeister, in lateinischer Sangweise herabgefleht".
Bis zur Mitte des 16. Jahrhunderts erfolgte eine Prozession aus Düren zum Frauwüllesheimer Kreuz. Der Dürener Geschichtsschreiber Polius erwähnt in einem Brief von 1635 das Kreuz und nennt als Grund für die Anbringung des städtischen Wappens die früher beliebte Prozession am Tage Mariä Heimsuchung.
Die Dürener Stadtpfarre veranstaltete im 16. Jahrhundert drei große Prozessionen, am Fronleichnamstag, Christi Himmelfahrt und am Tag danach den Bittgang nach Frauwüllesheim, der "Wüllesheimer Liebfrauenfahrt".
"Die Kosten dieser drei Prozessionen bestritt alten Herkommens gemäß der Jülicher Landesherr zur Hälfte, Dürens Rat nahm die andere Halbscheid auf sich, was 1500/0l jeden von beiden 45 Mark 8 Schilling auflud".
Die Rechnung von 1546 meldet "den Herren zu Paradies (den Wilhelmiten-Ordensherren) auf Wüllesheimer Gottestracht 8 Quart Wein spendiert". Nach den Rechnungen wurden 1562 insgesamt 285 und 1554 sogar 299 Ratszeichen (Bons zu je 6 bzw. 8 Schilling) im Zusammenhang mit der Frauwüllesheimer Prozession auf Veranlassung des Dürener Stadtrates an einheimische und auswärtige Priester, an Zünfte, Kerzenträger, Sänger und Glockenläuter verteilt.
Im Jahre 1580 wurde diese Wallfahrt eingestellt.
Bis in die Zeit zwischen den beiden Weltkriegen kamen Wetterprozessionen von Kelz und Vettweiß zum Kreuz. Bei großer, die Ernte bedrohender Trockenheit kamen sonntagnachmittags die Kelzer nach Frauwüllesheim "und wenn es besonders schlimm aussah", zogen auch die Vettweißer durch die Felder zum Schwarzen Kreuz, um für die Rettung der Feldfrüchte zu bitten. Ihnen sagte man spöttisch nach, sie würden alle einen Regenschirm mitbringen, da sie befürchteten, auf dem Rückweg nach Vettweiß von dem erflehten Regen durchnässt zu werden.
Nach der Zerstörung im Zweiten Weltkrieg wurde die Fronleichnamsprozession zum Schwarzen Kreuz eingestellt.
Eine letzte Wetterprozession aus Kelz erfolgte im Jahre 1948.